# Néstor Ortigoza
Néstor Ezequiel Ortigoza Candia (San Antonio de Padua, 7 de octubre de 1984) es un exfutbolista paraguayo, nacido en Argentina. Desempeñaba la posición de volante central y su último equipo fue el Club Atlético San Lorenzo de Almagro de la Primera División de Argentina, equipo del cual ahora es mánager. Fue internacional con la selección de Paraguay, participando en la Copa Mundial de la FIFA de 2010 y la Copa América 2011.
Su debut fue en Argentinos Juniors, siendo  partícipe del título conseguido en el Torneo Clausura 2010. Sin embargo, en donde se destacó, y en donde es considerado ídolo, es en San Lorenzo de Almagro. Allí hizo un gol en la promoción 2012 ante Instituto de Córdoba, que evitó que el ciclón descendiese a la segunda división del fútbol argentino. Además, en el conjunto de Boedo, ganó gran parte de sus títulos como futbolista profesional: el Torneo Inicial 2013, la Supercopa Argentina 2015 y, lo más destacado, la Copa Libertadores 2014 en donde marcó el único gol en el partido de vuelta, que convirtió a San Lorenzo campeón de América por primera vez en su historia.
En 2018, se consagró campeón de la Copa Argentina con Club Atlético Rosario Central.

## Trayectoria

### Argentinos Juniors
Comenzó su carrera profesional en Argentinos Juniors al igual que su ídolo Juan Román Riquelme al que seguía de pequeño cuando iba a ver a Boca. Debutó en el club de La Paternal el 31 de enero de 2004 en una victoria por 2-1 frente a San Martín de Mendoza. Tuvo un breve paso por Nueva Chicago en donde disputó 13 encuentros en la temporada 2005/2006 de la Primera B Nacional. A la siguiente temporada, regresó del préstamo al club que lo vio nacer, donde se desempeñó como titular hasta su salida a San Lorenzo en 2011.
Por sus buenas actuaciones a lo largo de su estadía en Argentinos, logró ganarse a la hinchada además de tener grandes actuaciones.
Después de grandes actuaciones y de ser importante por sus pases, su calidad y su ejecución de penales le llegaría el primer campeonato junto a figuras como Juan Mercier, Matias Caruzzo e Ismael Sosa, entre otros. Fue figura en el plantel Campeón de Argentinos Juniors en el Torneo Clausura 2010. Néstor junto a Mercier formarían la mejor dupla central del mediocampo de aquel campeonato.

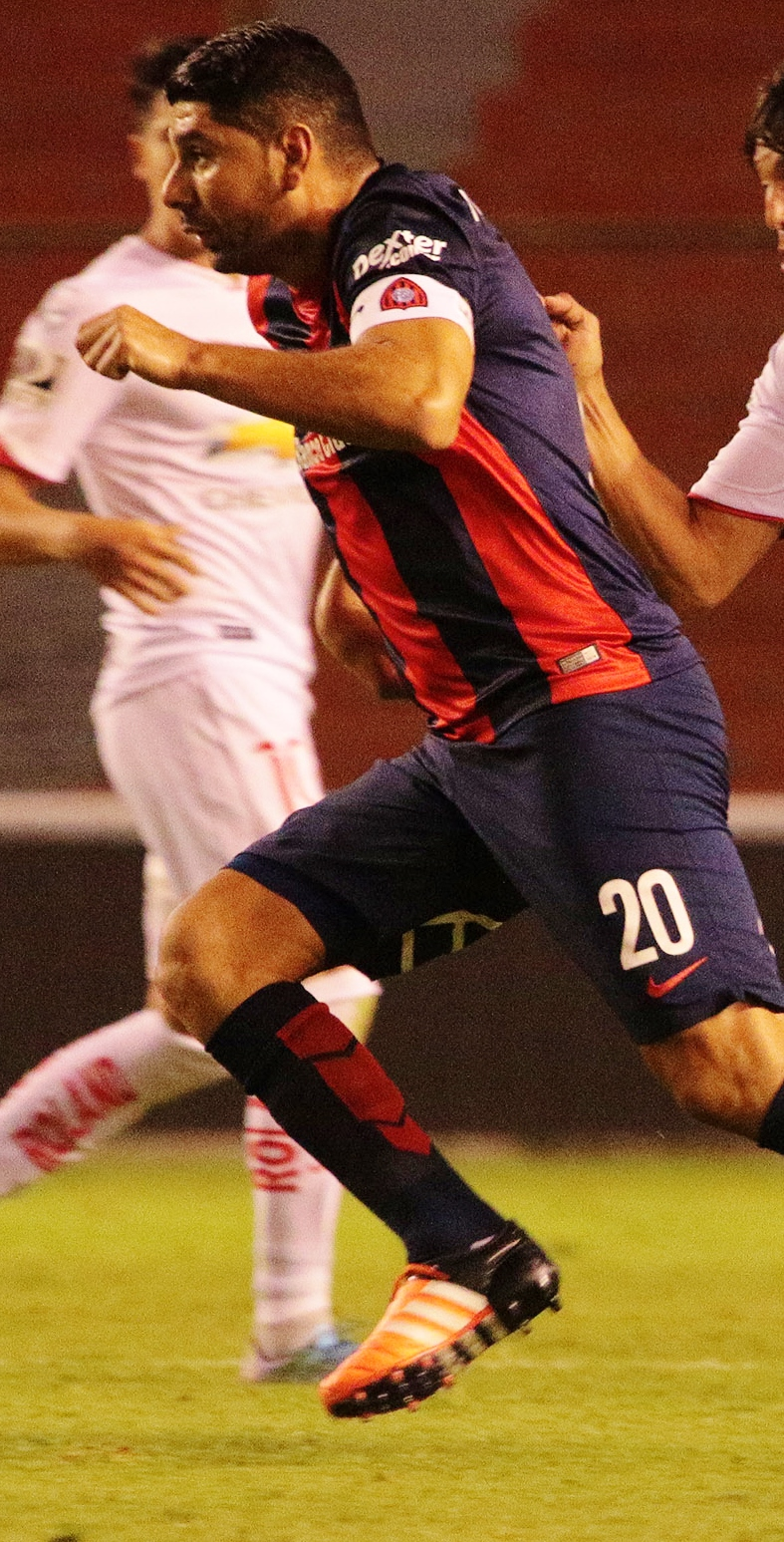
Ortigoza en San Lorenzo en 2016.

### San Lorenzo de Almagro
Es transferido el 4 de febrero de 2011 por el club de La Paternal a San Lorenzo en 2.500.000 dólares por el 80% del pase.
El 12 de febrero de 2011 debutaría en un empate en 1 frente a Gimnasia y Esgrima La Plata.
Su primera temporada y media en San Lorenzo no fue muy destacada, en donde disputaría 49 partidos convirtiendo dos goles y un par de asistencias. Debido a este bajo rendimiento sería mandado a préstamo al Emirates Club de Emiratos Árabes por 400.000 dólares. Su último partido en aquella primera etapa en el club sería la recordada promoción frente a Instituto de Córdoba, en donde Néstor marcaría el empate en el partido de vuelta y aseguraría la permanencia del club en primera.
Su vuelta sería otra, debido a que el club estaba arreglando su crisis financiera y había tenido una pasada temporada buena consiguiendo una undécima posición en el Torneo Inicial 2012 y una cuarta posición en el Torneo Final 2013. Desde su vuelta, el juego de Ortigoza iría creciendo, siendo uno de los artífices del campeonato conseguido en el 2013, el Torneo Inicial. En ese torneo jugó 15 partidos con muy buenas actuaciones. Se repetiría el mismo mediocampo, Ortigoza-Mercier, que consiguió el torneo del 2010 con Argentinos, teniendo magníficas actuaciones.
Aquella temporada sería soñada para Néstor, debido a que jugaría la Copa Libertadores y el 13 de agosto de 2014 durante la final contra Nacional de Paraguay convierte, desde el punto penal, el gol del 1-0 que le da a San Lorenzo su primera Libertadores. Ese sería el gol más importante de su historia, tanto para él como para el club a quien representaba, dándole a San Lorenzo de Almagro el pase para jugar el Mundial de Clubes en Marruecos.

### Olimpia y Rosario Central
En 2017 juega por Olimpia hasta que en enero de 2018 llegó a Rosario Central luego de no llegar a un acuerdo con el "Ciclón de Boedo", pero algunas lesiones le impidieron jugar demasiado en los primeros 6 meses en el club rosarino. Durante el segundo semestre de ese año, formó parte del plantel campeón del equipo "canalla" que obtuvo la Copa Argentina, siendo Ortigoza uno de los volantes centrales titulares en todos los partidos disputados por el club auriazul, y una pieza clave en todas las definiciones por penales de esa copa, ya que convirtió los 4 que ejecutó.

### Estudiantes de Río Cuarto
El 27 de enero del 2020, luego de arreglar su desvinculación con Rosario Central, se hizo oficial su llegada a Estudiantes de Río Cuarto de la Primera Nacional donde firmaría un contrato por 6 meses, que luego se extendería por un año más.

### San Lorenzo de Almagro
El 15 de junio del 2021, después de su paso por Estudiantes de Río Cuarto, decide regresa por seis meses a San Lorenzo de Almagro; club en el cual se volvió Ídolo luego de salvar al equipo del descenso y obtener la Copa Libertadores para así cumplir con lo que alguna vez dijo de retirarse en ese club. Una vez de vuelta anunció prolongar su decisión de retirarse para finales del 2022.

## Récord personal
Ostentó un récord de 20 goles convertidos de penal en forma consecutiva. Perdió el récord en abril de 2012, cuando Nelson Ibáñez le contuvo un penal en la fecha 10 del Torneo Clausura 2012 jugando con la camiseta de San Lorenzo de Almagro frente a Godoy Cruz de Mendoza.  Como futbolista, Ortigoza ejecutó 62 penales, de los cuales convirtió 58
.

### Penales
| \| N.º \| Fecha \| Rival \| Competición \| Jornada \| Resultado parcial \| Resultado final \| ¿Convirtió? \| \| --- \| -------- \| --------------------------- \| ---------------------------------------------- \| ---------------- \| ----------------- \| --------------- \| ---------------- \| \| 1 \| 1/9/07 \| Colón \| Torneo Apertura 2007 \| 6 \| 1-0 \| 2-1 \| Acierto de penal \| \| 2 \| 8/9/07 \| Olimpo \| Torneo Apertura 2007 \| 7 \| 0-1 \| 1-1 \| Acierto de penal \| \| 3 \| 30/9/07 \| San Lorenzo \| Torneo Apertura 2007 \| 11 \| 0-1 \| 1-2 \| Acierto de penal \| \| 4 \| 16/8/08 \| Vélez \| Torneo Apertura 2008 \| 2 \| 1-0 \| 4-1 \| Acierto de penal \| \| 5 \| 18/10/08 \| Huracán \| Torneo Apertura 2008 \| 10 \| 1-0 \| 2-1 \| Acierto de penal \| \| 6 \| 18/10/08 \| River Plate \| Torneo Apertura 2008 \| 16 \| 1-1 \| 2-1 \| Acierto de penal \| \| 7 \| 14/2/09 \| Vélez \| Torneo Clausura 2009 \| 2 \| 0-1 \| 1-1 \| Acierto de penal \| \| 8 \| 26/4/09 \| Independiente \| Torneo Clausura 2009 \| 11 \| 0-1 \| 1-1 \| Acierto de penal \| \| 9 \| 15/6/09 \| Rosario Central \| Torneo Clausura 2009 \| 17 \| 1-2 \| 1-2 \| Acierto de penal \| \| 10 \| 12/9/09 \| Newell's Old Boys \| Torneo Apertura 2009 \| 4 \| 1-0 \| 1-0 \| Acierto de penal \| \| 11 \| 26/10/09 \| Tigre \| Torneo Apertura 2009 \| 10 \| 1-0 \| 1-1 \| Acierto de penal \| \| 12 \| 29/10/09 \| River Plate \| Torneo Apertura 2009 \| 11 \| 0-2 \| 1-2 \| Acierto de penal \| \| 13 \| 12/12/09 \| Huracán \| Torneo Apertura 2009 \| 19 \| 1-0 \| 5-1 \| Acierto de penal \| \| 14 \| 6/2/10 \| Lanús \| Torneo Clausura 2010 \| 3 \| 5-2 \| 6-3 \| Acierto de penal \| \| 15 \| 25/4/10 \| Gimnasia y Esgrima La Plata \| Torneo Clausura 2010 \| 16 \| 1-0 \| 3-1 \| Acierto de penal \| \| 16 \| 8/9/10 \| Independiente \| Copa Sudamericana 2010 \| Segunda Ronda \| 1-0 \| 1-1 \| Acierto de penal \| \| 17 \| 30/4/11 \| Huracán \| Torneo Clausura 2011 \| 12 \| 1-0 \| 3-0 \| Acierto de penal \| \| 18 \| 20/7/11 \| Selección Venezolana \| Copa América Argentina 2011 \| Semifinal \| 0 (0)-0 (0) \| 0 (1)-0 (0) \| Acierto de penal \| \| 19 \| 19/2/12 \| Estudiantes de la Plata \| Torneo Clausura 2012 \| 2 \| 1-1 \| 1-1 \| Acierto de penal \| \| 20 \| 11/3/12 \| Belgrano \| Torneo Clausura 2012 \| 5 \| 2-1 \| 2-1 \| Acierto de penal \| \| 21 \| 14/4/12 \| Godoy Cruz \| Torneo Clausura 2012 \| 10 \| - \| 3-0 \| Fallo de penal \| \| 22 \| 1/7/12 \| Instituto \| Promoción 2011/12 \| 2.º partido \| 1-1 \| 1-1 \| Acierto de penal \| \| 23 \| 19/9/13 \| Estudiantes de Buenos Aires \| Copa Argentina 2012-13 \| Semifinal \| 1 (0)-1 (1) \| 1 (5)-1 (4) \| Acierto de penal \| \| 24 \| 30/4/14 \| Grêmio \| Copa Libertadores 2014 \| Octavos de final \| 0 (1)-0 (0) \| 0 (4)-0 (2) \| Acierto de penal \| \| 25 \| 13/8/14 \| Nacional de Paraguay \| Copa Libertadores 2014 \| Final \| 1-0 \| 1-0 \| Acierto de penal \| \| 26 \| 29/8/14 \| Quilmes \| Torneo Transición 2014 \| 4 \| 3-0 \| 3-0 \| Acierto de penal \| \| 27 \| 13/09/14 \| Godoy Cruz \| Torneo Transición 2014 \| 7 \| 1-1 \| 2-1 \| Acierto de penal \| \| 28 \| 1/10/14 \| Olimpo \| Torneo Transición 2014 \| 1 \| 2-0 \| 2-0 \| Acierto de penal \| \| 29 \| 15/11/14 \| Belgrano \| Torneo Transición 2014 \| 16 \| 1-0 \| 4-0 \| Acierto de penal \| \| 30 \| 29/11/14 \| Estudiantes \| Torneo Transición 2014 \| 18 \| 1-0 \| 4-0 \| Acierto de penal \| \| 31 \| 29/11/14 \| Estudiantes \| Torneo Transición 2014 \| 18 \| 3-0 \| 4-0 \| Acierto de penal \| \| 32 \| 23/8/15 \| Argentinos Juniors \| Primera División 2015 \| 21 \| 3-2 \| 3-2 \| Acierto de penal \| \| 33 \| 6/2/16 \| Patronato \| Torneo Transición 2016 \| 1 \| 2-2 \| 2-2 \| Acierto de penal \| \| 34 \| 13/2/16 \| Sarmiento \| Torneo Transición 2016 \| 2 \| 0-1 \| 2-1 \| Acierto de penal \| \| 35 \| 27/2/16 \| Huracán \| Torneo Transición 2016 \| 5 \| - \| 1-0 \| Fallo de penal \| \| 36 \| 2/3/16 \| Toluca \| Copa Libertadores 2016 \| Fase de grupos \| 1-0 \| 1-1 \| Acierto de penal \| \| 37 \| 16/3/16 \| Grêmio \| Copa Libertadores 2016 \| Fase de grupos \| 1-0 \| 1-1 \| Acierto de penal \| \| 38 \| 6/11/16 \| Huracán \| Primera División 2016-17 \| 9 \| - \| 2-0 \| Fallo de penal \| \| 39 \| 11/3/17 \| Belgrano \| Primera División 2016-17 \| 15 \| 2-0 \| 2-1 \| Acierto de penal \| \| 40 \| 8/4/17 \| Sarmiento \| Primera División 2016-17 \| 19 \| 1-0 \| 1-0 \| Acierto de penal \| \| 41 \| 7/5/17 \| Rosario Central \| Primera División 2016-17 \| 23 \| 1-0 \| 2-1 \| Acierto de penal \| \| 42 \| 20/6/17 \| Banfield \| Primera División 2016-17 \| 29 \| - \| 1-0 \| Fallo de penal \| \| 43 \| 1/10/17 \| Deportivo Capiatá \| Torneo Clausura 2017 \| 11 \| 1-1 \| 1-2 \| Acierto de penal \| \| 44 \| 6/9/18 \| Talleres \| Copa Argentina 2017-18 \| 32.os de final \| 0 (0)-0 (0) \| 0 (5)-0 (3) \| Acierto de penal \| \| 45 \| 30/10/18 \| Almagro \| Copa Argentina 2017-18 \| Octavos de final \| 1 (0)-1 (1) \| 1 (5)-1 (4) \| Acierto de penal \| \| 46 \| 18/11/18 \| Temperley \| Copa Argentina 2017-18 \| Semifinal \| 1(0)-1 (0) \| 1 (4)-1 (2) \| Acierto de penal \| \| 47 \| 6/12/18 \| Gimnasia y Esgrima la Plata \| Copa Argentina 2017-18 \| Final \| 1 (0)-1 (0) \| 1 (4)-1 (1) \| Acierto de penal \| \| 48 \| 7/4/19 \| Independiente \| Primera División 2018-19 \| 25 \| 1-0 \| 1-2 \| Acierto de penal \| \| 49 \| 2/5/19 \| Boca Juniors \| Supercopa Argentina 2018 \| Final \| 0 (0)-0 (0) \| 0 (5)-0 (6) \| Acierto de penal \| \| 50 \| 7/1/21 \| CHaco For Ever \| Copa Argentina 2019-20 \| 32.os de final \| 1-0 \| 1-0 \| Acierto de penal \| \| 51 \| 16/1/21 \| Sarmiento \| Campeonato Transición de Primera Nacional 2020 \| Final \| 1 (0)-1 (0) \| 1 (3)-1 (4) \| Acierto de penal \| \| 52 \| 31/1/21 \| Platense \| Campeonato Transición de Primera Nacional 2020 \| Final \| 1 (0)-1 (1) \| 1 (2)-1 (4) \| Acierto de penal \| \| 53 \| 18/5/21 \| Nueva Chicago \| Primera Nacional 2021 \| 10 \| 2-0 \| 2-1 \| Acierto de penal \| \| 54 \| 27/7/21 \| Boca Juniors \| Primera División 2021 \| 3 \| 1-0 \| 2-0 \| Acierto de penal \| \| 55 \| 5/12/21 \| Independiente \| Primera División 2021 \| 24 \| 0-1 \| 1-1 \| Acierto de penal \| \| 56 \| 12/12/21 \| Newell's Old Boys \| Primera División 2021 \| 25 \| 0-1 \| 3-2 \| Acierto de penal \| \| 57 \| 21/1/22 \| Nacional \| Copa Sanfilippo 2022 \| Final \| 2 (0)-2 (0) \| 2 (3)-2 (1) \| Acierto de penal \| \| 58 \| 8/4/22 \| Sarmiento \| Copa Binance 2022 \| 9 \| 0-2 \| 1-2 \| Acierto de penal \| \| 59 \| 13/4/22 \| Racing de Córdoba \| Copa Argentina 2022 \| 32.os de final \| 1 (0)-1 (0) \| 1 (2)-1 (4) \| Acierto de penal \| \| 60 \| 14/6/22 \| Arsenal \| Torneo Binance 2022 \| 3 \| 0-1 \| 3-3 \| Acierto de penal \| \| 61 \| 8/10/22 \| Vélez \| Torneo Binance 2022 \| 24 \| 0-0 \| 1-0 \| Acierto de penal \| |          |                             |                                                |                  |                   |                 |                  |
| N.º | Fecha    | Rival                       | Competición                                    | Jornada          | Resultado parcial | Resultado final | ¿Convirtió?      |
| 1 | 1/9/07   | Colón                       | Torneo Apertura 2007                           | 6                | 1-0               | 2-1             | Acierto de penal |
| 2 | 8/9/07   | Olimpo                      | Torneo Apertura 2007                           | 7                | 0-1               | 1-1             | Acierto de penal |
| 3 | 30/9/07  | San Lorenzo                 | Torneo Apertura 2007                           | 11               | 0-1               | 1-2             | Acierto de penal |
| 4 | 16/8/08  | Vélez                       | Torneo Apertura 2008                           | 2                | 1-0               | 4-1             | Acierto de penal |
| 5 | 18/10/08 | Huracán                     | Torneo Apertura 2008                           | 10               | 1-0               | 2-1             | Acierto de penal |
| 6 | 18/10/08 | River Plate                 | Torneo Apertura 2008                           | 16               | 1-1               | 2-1             | Acierto de penal |
| 7 | 14/2/09  | Vélez                       | Torneo Clausura 2009                           | 2                | 0-1               | 1-1             | Acierto de penal |
| 8 | 26/4/09  | Independiente               | Torneo Clausura 2009                           | 11               | 0-1               | 1-1             | Acierto de penal |
| 9 | 15/6/09  | Rosario Central             | Torneo Clausura 2009                           | 17               | 1-2               | 1-2             | Acierto de penal |
| 10 | 12/9/09  | Newell's Old Boys           | Torneo Apertura 2009                           | 4                | 1-0               | 1-0             | Acierto de penal |
| 11 | 26/10/09 | Tigre                       | Torneo Apertura 2009                           | 10               | 1-0               | 1-1             | Acierto de penal |
| 12 | 29/10/09 | River Plate                 | Torneo Apertura 2009                           | 11               | 0-2               | 1-2             | Acierto de penal |
| 13 | 12/12/09 | Huracán                     | Torneo Apertura 2009                           | 19               | 1-0               | 5-1             | Acierto de penal |
| 14 | 6/2/10   | Lanús                       | Torneo Clausura 2010                           | 3                | 5-2               | 6-3             | Acierto de penal |
| 15 | 25/4/10  | Gimnasia y Esgrima La Plata | Torneo Clausura 2010                           | 16               | 1-0               | 3-1             | Acierto de penal |
| 16 | 8/9/10   | Independiente               | Copa Sudamericana 2010                         | Segunda Ronda    | 1-0               | 1-1             | Acierto de penal |
| 17 | 30/4/11  | Huracán                     | Torneo Clausura 2011                           | 12               | 1-0               | 3-0             | Acierto de penal |
| 18 | 20/7/11  | Selección Venezolana        | Copa América Argentina 2011                    | Semifinal        | 0 (0)-0 (0)       | 0 (1)-0 (0)     | Acierto de penal |
| 19 | 19/2/12  | Estudiantes de la Plata     | Torneo Clausura 2012                           | 2                | 1-1               | 1-1             | Acierto de penal |
| 20 | 11/3/12  | Belgrano                    | Torneo Clausura 2012                           | 5                | 2-1               | 2-1             | Acierto de penal |
| 21 | 14/4/12  | Godoy Cruz                  | Torneo Clausura 2012                           | 10               | -                 | 3-0             | Fallo de penal   |
| 22 | 1/7/12   | Instituto                   | Promoción 2011/12                              | 2.º partido      | 1-1               | 1-1             | Acierto de penal |
| 23 | 19/9/13  | Estudiantes de Buenos Aires | Copa Argentina 2012-13                         | Semifinal        | 1 (0)-1 (1)       | 1 (5)-1 (4)     | Acierto de penal |
| 24 | 30/4/14  | Grêmio                      | Copa Libertadores 2014                         | Octavos de final | 0 (1)-0 (0)       | 0 (4)-0 (2)     | Acierto de penal |
| 25 | 13/8/14  | Nacional de Paraguay        | Copa Libertadores 2014                         | Final            | 1-0               | 1-0             | Acierto de penal |
| 26 | 29/8/14  | Quilmes                     | Torneo Transición 2014                         | 4                | 3-0               | 3-0             | Acierto de penal |
| 27 | 13/09/14 | Godoy Cruz                  | Torneo Transición 2014                         | 7                | 1-1               | 2-1             | Acierto de penal |
| 28 | 1/10/14  | Olimpo                      | Torneo Transición 2014                         | 1                | 2-0               | 2-0             | Acierto de penal |
| 29 | 15/11/14 | Belgrano                    | Torneo Transición 2014                         | 16               | 1-0               | 4-0             | Acierto de penal |
| 30 | 29/11/14 | Estudiantes                 | Torneo Transición 2014                         | 18               | 1-0               | 4-0             | Acierto de penal |
| 31 | 29/11/14 | Estudiantes                 | Torneo Transición 2014                         | 18               | 3-0               | 4-0             | Acierto de penal |
| 32 | 23/8/15  | Argentinos Juniors          | Primera División 2015                          | 21               | 3-2               | 3-2             | Acierto de penal |
| 33 | 6/2/16   | Patronato                   | Torneo Transición 2016                         | 1                | 2-2               | 2-2             | Acierto de penal |
| 34 | 13/2/16  | Sarmiento                   | Torneo Transición 2016                         | 2                | 0-1               | 2-1             | Acierto de penal |
| 35 | 27/2/16  | Huracán                     | Torneo Transición 2016                         | 5                | -                 | 1-0             | Fallo de penal   |
| 36 | 2/3/16   | Toluca                      | Copa Libertadores 2016                         | Fase de grupos   | 1-0               | 1-1             | Acierto de penal |
| 37 | 16/3/16  | Grêmio                      | Copa Libertadores 2016                         | Fase de grupos   | 1-0               | 1-1             | Acierto de penal |
| 38 | 6/11/16  | Huracán                     | Primera División 2016-17                       | 9                | -                 | 2-0             | Fallo de penal   |
| 39 | 11/3/17  | Belgrano                    | Primera División 2016-17                       | 15               | 2-0               | 2-1             | Acierto de penal |
| 40 | 8/4/17   | Sarmiento                   | Primera División 2016-17                       | 19               | 1-0               | 1-0             | Acierto de penal |
| 41 | 7/5/17   | Rosario Central             | Primera División 2016-17                       | 23               | 1-0               | 2-1             | Acierto de penal |
| 42 | 20/6/17  | Banfield                    | Primera División 2016-17                       | 29               | -                 | 1-0             | Fallo de penal   |
| 43 | 1/10/17  | Deportivo Capiatá           | Torneo Clausura 2017                           | 11               | 1-1               | 1-2             | Acierto de penal |
| 44 | 6/9/18   | Talleres                    | Copa Argentina 2017-18                         | 32.os de final   | 0 (0)-0 (0)       | 0 (5)-0 (3)     | Acierto de penal |
| 45 | 30/10/18 | Almagro                     | Copa Argentina 2017-18                         | Octavos de final | 1 (0)-1 (1)       | 1 (5)-1 (4)     | Acierto de penal |
| 46 | 18/11/18 | Temperley                   | Copa Argentina 2017-18                         | Semifinal        | 1(0)-1 (0)        | 1 (4)-1 (2)     | Acierto de penal |
| 47 | 6/12/18  | Gimnasia y Esgrima la Plata | Copa Argentina 2017-18                         | Final            | 1 (0)-1 (0)       | 1 (4)-1 (1)     | Acierto de penal |
| 48 | 7/4/19   | Independiente               | Primera División 2018-19                       | 25               | 1-0               | 1-2             | Acierto de penal |
| 49 | 2/5/19   | Boca Juniors                | Supercopa Argentina 2018                       | Final            | 0 (0)-0 (0)       | 0 (5)-0 (6)     | Acierto de penal |
| 50 | 7/1/21   | CHaco For Ever              | Copa Argentina 2019-20                         | 32.os de final   | 1-0               | 1-0             | Acierto de penal |
| 51 | 16/1/21  | Sarmiento                   | Campeonato Transición de Primera Nacional 2020 | Final            | 1 (0)-1 (0)       | 1 (3)-1 (4)     | Acierto de penal |
| 52 | 31/1/21  | Platense                    | Campeonato Transición de Primera Nacional 2020 | Final            | 1 (0)-1 (1)       | 1 (2)-1 (4)     | Acierto de penal |
| 53 | 18/5/21  | Nueva Chicago               | Primera Nacional 2021                          | 10               | 2-0               | 2-1             | Acierto de penal |
| 54 | 27/7/21  | Boca Juniors                | Primera División 2021                          | 3                | 1-0               | 2-0             | Acierto de penal |
| 55 | 5/12/21  | Independiente               | Primera División 2021                          | 24               | 0-1               | 1-1             | Acierto de penal |
| 56 | 12/12/21 | Newell's Old Boys           | Primera División 2021                          | 25               | 0-1               | 3-2             | Acierto de penal |
| 57 | 21/1/22  | Nacional                    | Copa Sanfilippo 2022                           | Final            | 2 (0)-2 (0)       | 2 (3)-2 (1)     | Acierto de penal |
| 58 | 8/4/22   | Sarmiento                   | Copa Binance 2022                              | 9                | 0-2               | 1-2             | Acierto de penal |
| 59 | 13/4/22  | Racing de Córdoba           | Copa Argentina 2022                            | 32.os de final   | 1 (0)-1 (0)       | 1 (2)-1 (4)     | Acierto de penal |
| 60 | 14/6/22  | Arsenal                     | Torneo Binance 2022                            | 3                | 0-1               | 3-3             | Acierto de penal |
| 61 | 8/10/22  | Vélez                       | Torneo Binance 2022                            | 24               | 0-0               | 1-0             | Acierto de penal |

## Selección nacional

### Selección absoluta de Argentina
Néstor Ortigoza fue convocado en diciembre de 2008 por Diego Maradona para integrar la selección absoluta de Argentina, en un plantel compuesto por: Agustín Orion, Gonzalo Bergessio, Franco Zuculini, Maximiliano Moralez, Mariano Andújar, Marcos Angeleri, Jesús Dátolo, Juan Forlín, Matías Caruzzo, Sebastián Blanco, Cristian Villagra, Emiliano Papa y Daniel Montenegro, todos jugadores del torneo local, con el propósito de disputar un encuentro amistoso informal contra el Club Social y Deportivo Tristán Suárez, equipo de la Tercera División de Argentina. Sin embargo, las convocatorias se suspendieron debido al triangular final, el cual se llevó a cabo para definir al equipo campeón del Torneo Apertura de ese año, ya que San Lorenzo y Boca Juniors, ambos participantes del triangular, tenían dos jugadores convocados cada uno. Fue así que su convocatoria a la selección argentina no pudo concretarse.

### Seleccción absoluta de Paraguay
Tras aquel suceso, todo indicaba que Ortigoza podía optar por representar a la selección de su país natal, Argentina y al mismo tiempo, —según rumores de la prensa argentina posteriormente confirmados—, también podía optar por la selección de Paraguay, dado que, como descendiente de paraguayos por parte paterna, miembros de la Asociación Paraguaya de Fútbol (APF) habían manifestado su interés en contar con él. Meses después, Ortigoza consultó a Maradona sobre su consideración en el seleccionado argentino, ya que Gerardo Martino, el entonces director técnico de Paraguay, tenía la intención de nacionalizarlo para que jugara en el seleccionado guaraní. Finalmente, el 8 de abril de 2009, Ortigoza obtuvo la nacionalidad paraguaya, lo que lo habilitó automáticamente para ser seleccionado por Paraguay, y casi seis meses después de su naturalización, el 30 de septiembre de 2009, fue convocado por primera vez al combinado albirrojo por el entrenador Martino para los dos últimos partidos de las eliminatorias mundialistas contra Venezuela y Colombia. Debutó el 10 de octubre contra Venezuela, con una buena actuación.
El 3 de septiembre de 2015, el entonces entrenador de la selección paraguaya, Ramón Díaz, le otorgó la capitanía a Néstor Ortigoza, destacando su experiencia y liderazgo. Este mismo entrenador lo convocó para disputar la Copa América Centenario, pero una lesión en el bíceps femoral de la rodilla derecha le impidió participar en el torneo, siendo reemplazado por Víctor Ayala.
El 30 de marzo de 2017, Ortigoza renunció a la selección paraguaya debido a diferencias personales con el entonces director técnico, Francisco Arce.

### Participaciones en Copas Del Mundo
| Mundial           | Sede      | Resultado        | Partidos | Goles |
| ----------------- | --------- | ---------------- | -------- | ----- |
| Copa Mundial 2010 | Sudáfrica | Cuartos de final | 1        | 0     |

### Participaciones en Copa América
| Copa              | Sede      | Resultado    | Partidos | Goles |
| ----------------- | --------- | ------------ | -------- | ----- |
| Copa América 2011 | Argentina | Subcampeón   | 5        | 1     |
| Copa América 2015 | Chile     | Cuarto lugar | 3        | 0     |

## Vida privada

### Polémicas
En septiembre de 2024, Ortigoza denunció a su exesposa Lucía Cassiau, por violencia contra sus hijos y posesión de armas. En consecuencia, la policía realizó un allanamiento en la casa y encontraron dos pistolas con 84 cartuchos. Por su parte, Cassiau publicó dos videos en sus redes sociales en los que mostró cómo Ortigoza la golpeaba. La mujer comenzó la grabación mostrando su labio ensangrentado por una presunta agresión física que sufrió.

## Estadísticas

### Clubes
| Club | Div.                | Temporada           | Liga  | Liga  | Liga   | Copas(1) | Copas(1) | Copas(1) | Torneos internacionales(2) | Torneos internacionales(2) | Torneos internacionales(2) | Total(3) | Total(3) | Total(3) | Media goleadora |
| Club | Div.                | Temporada           | Part. | Goles | Asist. | Part.    | Goles    | Asist.   | Part.                      | Goles                      | Asist.                     | Part.    | Goles    | Asist.   | Media goleadora |
| --- | ------------------- | ------------------- | ----- | ----- | ------ | -------- | -------- | -------- | -------------------------- | -------------------------- | -------------------------- | -------- | -------- | -------- | --------------- |
| Argentinos Juniors Argentina | 1.ª                 | 2004                | 3     | 0     | 0      | -        | -        | -        | -                          | -                          | -                          | 3        | 0        | 0        | 0,00            |
| Argentinos Juniors Argentina | 1.ª                 | 2005-06             | 0     | 0     | 0      | -        | -        | -        | -                          | -                          | -                          | 0        | 0        | 0        | 0,00            |
| Argentinos Juniors Argentina | 1.ª                 | 2006-07             | 17    | 0     | 1      | -        | -        | -        | -                          | -                          | -                          | 17       | 0        | 1        | 0,00            |
| Argentinos Juniors Argentina | 1.ª                 | 2007-08             | 32    | 4     | 3      | -        | -        | -        | -                          | -                          | -                          | 32       | 4        | 3        | 0,12            |
| Argentinos Juniors Argentina | 1.ª                 | 2008-09             | 34    | 6     | 1      | -        | -        | -        | 8                          | 0                          | 2                          | 42       | 6        | 3        | 0,14            |
| Argentinos Juniors Argentina | 1.ª                 | 2009-10             | 31    | 7     | 3      | -        | -        | -        | -                          | -                          | -                          | 31       | 7        | 3        | 0,22            |
| Argentinos Juniors Argentina | 1.ª                 | 2010                | 13    | 0     | 2      | -        | -        | -        | 2                          | 1                          | 0                          | 15       | 1        | 2        | 0,06            |
| Argentinos Juniors Argentina | Total club          | Total club          | 130   | 17    | 10     | -        | -        | -        | 10                         | 1                          | 2                          | 140      | 18       | 12       | 0,12            |
| Nueva Chicago Argentina | 2.ª                 | 2005                | 13    | 0     | 1      | -        | -        | -        | -                          | -                          | -                          | 13       | 0        | 1        | 0,00            |
| Nueva Chicago Argentina | Total club          | Total club          | 13    | 0     | 1      | -        | -        | -        | -                          | -                          | -                          | 13       | 0        | 1        | 0,00            |
| San Lorenzo Argentina | 1.ª                 | 2011                | 16    | 1     | 3      | -        | -        | -        | -                          | -                          | -                          | 16       | 1        | 3        | 0,06            |
| San Lorenzo Argentina | 1.ª                 | 2011-12             | 35    | 3     | 2      | -        | -        | -        | -                          | -                          | -                          | 35       | 3        | 2        | 0,08            |
| San Lorenzo Argentina | 1.ª                 | 2013-14             | 28    | 0     | 1      | 3        | 0        | 0        | 15                         | 1                          | 1                          | 46       | 1        | 2        | 0,02            |
| San Lorenzo Argentina | 1.ª                 | 2014                | 14    | 6     | 2      | 1        | 0        | 0        | 2                          | 0                          | 0                          | 17       | 6        | 2        | 0,35            |
| San Lorenzo Argentina | 1.ª                 | 2015                | 19    | 1     | 7      | 2        | 0        | 0        | 4                          | 0                          | 0                          | 25       | 1        | 7        | 0,04            |
| San Lorenzo Argentina | 1.ª                 | 2016                | 14    | 2     | 0      | 1        | 0        | 0        | 4                          | 2                          | 2                          | 19       | 4        | 2        | 0,21            |
| San Lorenzo Argentina | 1.ª                 | 2016-17             | 23    | 3     | 4      | 3        | 0        | 0        | 12                         | 0                          | 2                          | 38       | 3        | 6        | 0,07            |
| San Lorenzo Argentina | 1.ª                 | 2021                | 24    | 3     | 0      | -        | -        | -        | -                          | -                          | -                          | 24       | 3        | 0        | 0,06            |
| San Lorenzo Argentina | 1.ª                 | 2022                | 11    | 2     | 0      | 12       | 1        | 0        | -                          | -                          | -                          | 23       | 3        | 0        | 0,13            |
| San Lorenzo Argentina | Total club          | Total club          | 184   | 21    | 19     | 22       | 1        | 0        | 37                         | 3                          | 5                          | 243      | 25       | 24       | 0,10            |
| Emirates Club · Emiratos Árabes | 2.ª                 | 2012-13             | 30    | 8     | 5      | 1        | 0        | 0        | -                          | -                          | -                          | 31       | 8        | 5        | 0,25            |
| Emirates Club · Emiratos Árabes | Total club          | Total club          | 30    | 8     | 5      | 1        | 0        | 0        | -                          | -                          | -                          | 31       | 8        | 5        | 0,25            |
| Olimpia Paraguay | 1.ª                 | 2017                | 13    | 1     | 2      | -        | -        | -        | -                          | -                          | -                          | 13       | 1        | 2        | 0,07            |
| Olimpia Paraguay | Total club          | Total club          | 13    | 1     | 2      | -        | -        | -        | -                          | -                          | -                          | 13       | 1        | 2        | 0,07            |
| Rosario Central Argentina | 1.ª                 | 2018                | 3     | 0     | 0      | -        | -        | -        | 1                          | 0                          | 0                          | 4        | 0        | 0        | 0,00            |
| Rosario Central Argentina | 1.ª                 | 2018-19             | 21    | 1     | 0      | 8        | 0        | 1        | 2                          | 0                          | 0                          | 31       | 1        | 1        | 0,03            |
| Rosario Central Argentina | 1.ª                 | 2019                | 2     | 0     | 0      | -        | -        | -        | -                          | -                          | -                          | 2        | 0        | 0        | 0,00            |
| Rosario Central Argentina | Total club          | Total club          | 26    | 1     | 0      | 8        | 0        | 1        | 3                          | 0                          | 0                          | 37       | 1        | 1        | 0,03            |
| Estudiantes de Río Cuarto Argentina | 2.ª                 | 2020                | 4     | 0     | 0      | -        | -        | -        | -                          | -                          | -                          | 4        | 0        | 0        | 0,00            |
| Estudiantes de Río Cuarto Argentina | 2.ª                 | 2020                | 6     | 0     | 0      | 1        | 1        | 0        | -                          | -                          | -                          | 7        | 1        | 0        | 0,14            |
| Estudiantes de Río Cuarto Argentina | 2.ª                 | 2021                | 9     | 1     | 1      | -        | -        | -        | -                          | -                          | -                          | 10       | 1        | 1        | 0,10            |
| Estudiantes de Río Cuarto Argentina | Total club          | Total club          | 19    | 1     | 1      | 1        | 1        | 0        | -                          | -                          | -                          | 20       | 2        | 1        | 0,10            |
| Total en su carrera | Total en su carrera | Total en su carrera | 403   | 46    | 38     | 19       | 2        | 1        | 50                         | 4                          | 7                          | 472      | 52       | 46       | 0,11            |
| (1) Las copas nacionales se refiere a la Copa Argentina, Supercopa Argentina. (2) Las copas internacionales se refiere a la Copa Libertadores, Copa Sudamericana, Copa Mundial de Clubes. (3) No incluye datos de partidos amistosos ni categorías inferiores. |                     |                     |       |       |        |          |          |          |                            |                            |                            |          |          |          |                 |

(*) Partidos por la Promoción

## Palmarés

### Campeonatos nacionales
| Título              | Equipo             | País                   | Año     |
| ------------------- | ------------------ | ---------------------- | ------- |
| Primera División    | Argentinos Juniors | Argentina              | 2010-C  |
| Division 1 Grupo A  | Emirates Club      | Emiratos Árabes Unidos | 2012/13 |
| Primera División    | San Lorenzo        | Argentina              | 2013-I  |
| Supercopa Argentina | San Lorenzo        | Argentina              | 2015    |
| Copa Argentina      | Rosario Central    | Argentina              | 2018    |

### Campeonatos internacionales
| Título                       | Equipo      | Sede         | Año  |
| ---------------------------- | ----------- | ------------ | ---- |
| Copa Libertadores de América | San Lorenzo | Buenos Aires | 2014 |

### Distinciones individuales
| Distinción                                        | Año  |
| ------------------------------------------------- | ---- |
| Mejor jugador de la final de la Copa Libertadores | 2014 |
| Miembro del Equipo Ideal de América               | 2014 |
| Premio Jorge Newbery por Fútbol Masculino         | 2016 |